# 쿼런틴 2: 터미널
쿼런틴 2: 터미널(Quarantine 2: Terminal)은 2011년 개봉한 미국의 영화이다. 쿼런틴의 속편이며, REC 2와는 관계가 없다.

## 줄거리
로스앤젤레스에서 캔자스 시티로 가는 비행기에서 승객 랠프 분트가 난폭해져 조종실로 들어가려 한다. 랠프는 헨리가 가져온 실험용 쥐에게 물렸는데, 헨리는 그것들이 그의 교실 애완 햄스터라고 주장했다. 랠프는 승무원 폴라의 얼굴을 물어뜯고, 그녀의 동료 제니는 경악한다. 포레스트 기장과 윌시 부기장은 비행기를 가장 가까운 도시에 착륙시킨다. 명령을 불복하고 그들은 수하물 담당자 에드 라미레즈가 조종하는 제트웨이에 비행기를 댄다. 노부부 베브와 닥 스티븐스, 그리고 랠프를 화장실에 가두려던 조종사들을 제외하고 모두 비행기에서 도망친다. 승객들은 터미널 밖으로 갇혔다는 것을 알게 되고, 터미널은 곧 무장한 군인들과 CDC 과학자들에 의해 둘러싸인다.
승객 실라 워싱턴은 화물칸에 있는 가방에 의료 키트가 있다고 밝힌다. 제니, 헨리, 에드, 그리고 동료 승객 나이알과 프레스턴은 그것을 가지러 간다. 그곳에서 그들은 화장실이 비어 있고 피로 뒤덮여 있는 것을 발견한다. 프레스턴은 닥을 비행기 밖으로 데리고 나가고, 다른 이들은 실라의 키트와 나이알의 권총을 가져온다. 제니는 감염된 포레스트 기장에게 공격받고 나이알은 그를 총으로 쏴 죽이지만, 기장의 피가 튀긴다. 비행기를 떠나면서 그들은 프레스턴의 시체를 발견하고, 감염된 베브를 피한다.
다른 사람들과 다시 합류한 그룹은 감염이 아마도 물림을 통해 퍼지는 광견병의 한 형태라고 추론한다. 닥이 감염된 쥐에게 물렸을 때, 그들은 그와 폴라를 가둔다. 동반자 없는 미성년자 조지는 헨리가 쥐를 비행기에 가져왔다고 다른 사람들에게 말한다. 헨리가 조지가 혼란스러워하는 것뿐이라고 제니에게 말할 때, 그들은 탈출한 랠프에게 공격받지만, 에드와 실라의 도움으로 그를 죽인다.
중무장한 네 명의 장교가 그룹에 약을 투여하기 위해 도착하지만, 감염된 승객들도 감금에서 풀어준다. 승객 루이즈 트레드웰은 감염된 고양이에게 물리고, 감염된 닥은 장교 중 한 명을 문다. 닥을 쏜 후, 장교들과 흐보르스트라는 승객은 대피하려 하지만 문 밖의 인원에게 총에 맞아 사망하고, 흐보르스트의 여자친구 니카는 망연자실한다. 에드는 살아남은 장교 한 명을 다시 안으로 끌고 들어간다. 생존자들은 감염자들의 비명소리를 듣는다(이 시점에서 그들은 윌시, 루이즈, 프레스턴, 폴라이다). 에드는 생존자들이 숨을 수 있는 공항 급식 트럭을 가리킨다. 다른 사람들이 트럭 안으로 기어들어갈 때, 나이알과 수잔은 사랑스러운 포옹을 나누다가 나이알이 침을 흘리고 변하기 시작한다. 헨리와 다른 사람들은 수잔을 붙잡고 트럭 안으로 끌어들이기 시작한다. 완전히 변한 나이알은 뒤에서 그녀를 붙잡고 트럭 바닥에서 끌어낸다. 트럭 안의 그룹은 부상당한 장교에게 질문하고, 그는 자신이 CDC가 아니라 CBDT, 즉 국토안보부의 화학 및 바이오테러리즘 대응 전문 부서인 화학 생물 국내 테러를 대표한다고 밝힌다. 그는 그들에게 로스앤젤레스에 있는 격리된 건물에 생물테러리스트 그룹의 실험실이 있었다는 것을 알려주고, 그 약들이 단지 실험용 해독제라는 것을 확인해준다. 부상당한 장교는 그 다음 자신을 쏜다. 에드가 터미널 아래의 오래된 배수 터널을 통해 탈출하자고 제안하자마자, 윌시가 트럭 지붕에 나타난다. 조지는 그 다음 트럭을 들어 올려 윌시를 깔아뭉갠다.
생존자들은 터널에 접근하지만, 니카는 공격받아 끌려간다. 제니는 공격하는 폴라를 죽인다. 터널로 가는 길을 찾는 동안, 그룹은 나이알과 수잔에게 공격받는다. 헨리는 그들을 죽이지만, 그는 물린다. 조지는 헨리의 서류가방에서 찾은 바이러스에 대한 의심스러운 증거를 가지고 그에게 대항하고, 헨리는 자신이 아파트 건물에 있는 테러리스트 세포의 일원이며, 인류 개체수를 줄이기 위한 전 세계적인 역병을 계획했다고 인정한다. 몸싸움 끝에 헨리는 에드를 총으로 쏴 죽이고, 자신의 시험용 해독제를 투여한 다음 조지를 인질로 삼기 위해 납치한다. 실라와 제니는 조지와 헨리를 찾기 위해 헤어진다.
조지와 헨리를 찾는 동안, 제니는 감염된 프레스턴에게 쫓기고 공격받는다. 수하물 컨베이어 벨트를 따라 달리던 제니는 결국 프레스턴을 컨베이어 벨트 기계의 일부로 기어들어가게 유인하여 그를 죽인다.
계속해서 찾던 제니는 감염된 니카를 조용히 몰래 지나간다. 실라는 제니를 찾아 열화상 고글을 건네준다. 그녀는 그 다음 제니에게 자신이 물렸다고 밝히고, 제니가 탈출할 수 있도록 감염자들에게 자신을 희생한다. 벽 속으로 탈출하는 동안, 제니는 감염된 루이즈에게 공격받지만 그녀를 렌치로 기절시킨다. 제니는 고글을 사용하여 터널 근처에서 조지를 발견하고, 조지는 그녀에게 해독제가 실패했으며 헨리가 감염되었다고 말한다. 그 다음 헨리가 나타나 그녀를 공격한다. 제니와의 몸싸움 끝에 조지가 그를 쏘고 제니는 그의 머리를 박살낸다.
제니와 조지가 어두운 배수 터널을 기어가는 동안, 조지는 열화상 고글을 통해 그녀가 물렸다는 것을 본다. 조지는 배수 터널 끝의 격자문을 통해 탈출하지만 제니는 막대 사이로 들어갈 수 없고, 조지는 그녀가 감염에 굴복하는 것을 보며 마지못해 그녀를 두고 간다. 조지는 열화상 고글을 버리고, 그를 통해 루이즈의 감염된 고양이가 럭소 라스베이거스 호텔을 향해 걷는 모습이 보인다. 이는 비행기가 매캐런 국제공항에 착륙했으며 바이러스를 통제하려는 모든 노력이 실패했음을 암시한다.

## 출연

### 주연
- 조쉬 쿡
- 브레 블레어

### 조연
- 이그나시오 서린치오
- 메르세데스 메이손
- 키스 앨런 헤이즈
- 마이클 L. 코빙턴
- 산드라 엘리스 라퍼티
- 타일러 컨클
- 에린 에니에이 스미스
- 조지 백
- 필립 드보나
- 로저 헤레라
- 네코 파햄
- 톰 쏜
- 켄 멜드
- 매티 립택

## 기타
- 라인프로듀서: 윌리암 B. 스테클리
- 미술: 해나 비츨러
- 배역: 재키 버취
- 배역: 도미니카 포세렌
- 배역: 켈리 와그너